# Chiră mică

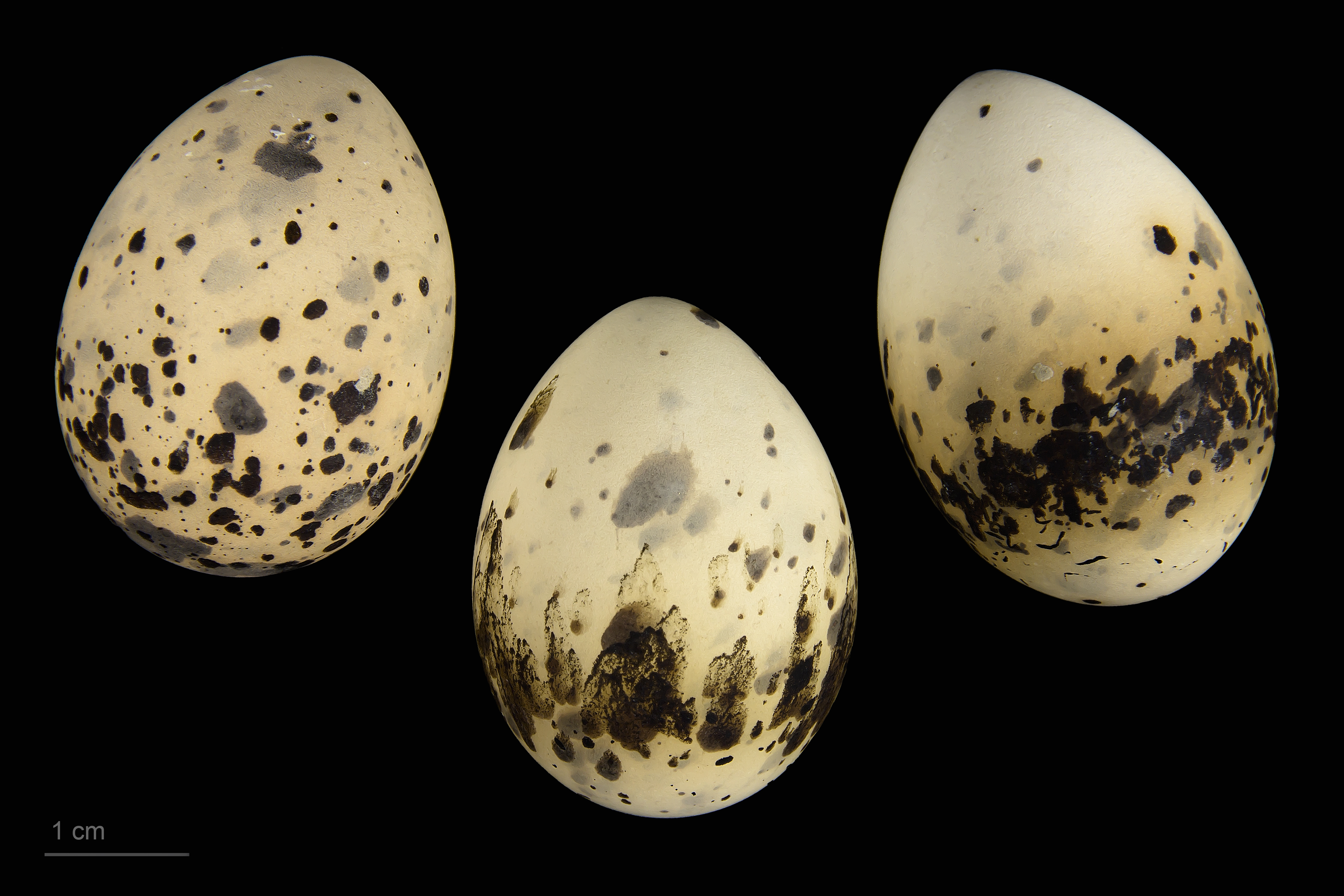
Sternula albifrons albifrons - MHNT

Chira mică este o pasăre caracteristică zonelor umede costiere, dar și lacurilor interioare cu apă dulce situate la o distanță de câțiva km de mare. Lungimea corpului este de 20-28 cm și are o greutate de 45-60 g. Anvergura aripilor este de circa 45-55 cm. Este cea mai mică dintre speciile de chire. Adulții au înfățișare similară. Penajul este gri, fruntea albă, ciocul galben cu vârful negru, iar picioarele sunt galbene. Se hrănește cu pești, insecte și larvele acestora, melci și scoici.